# Сергиенко, Юрий Романович
Юрий Романович Сергиенко (род. 7 июня 1995, Усть-Каменогорск, Казахстан) — профессиональный хоккеист, защитник. Воспитанник усть-каменогорского «Казцинк-Торпедо». В настоящее время является игроком клуба «Барыс».

## Карьера
В чемпионате Казахстана за «Казцинк-Торпедо-2» провел 80 игр, забил 8 шайб и сделал 9 результативных передач.
В ВХЛ в составе «Казцинк-Торпедо» провел 88 игр, набрав 7+4 очка.
В МХЛ провёл 23 игры, отметившись 6 шайбами и 11 передачами.
В составе «Бурана» в ВХЛ провёл 37 игр, забив 3 шайбы и сделав 3 передачи. В сентябре 2014 года был признан лучшим защитником месяца в ВХЛ.
8 ноября 2016 года в результате обмена перешёл в ХК «Спартак».
Участник нескольких чемпионатов мира в составе сборной Казахстана.
На юниорском чемпионате мира (U18) 2012 года в 1 дивизионе провел 5 игр, набрав 3+1 очко и завоевал серебряную медаль.
На юниорском чемпионате мира (U18) 2013 года в 1 дивизионе провел 5 игр, набрав 3+4 очка (лучший результат среди защитников) и завоевал золотую медаль. Кроме того, Юрий был признан лучшим защитником.
На молодёжном чемпионате мира (U20) 2013 года в 1 дивизионе провел 5 игр, набрав 2+1 очко (лучший результат среди защитников) и завоевал серебряную медаль.
На молодёжном чемпионате мира (U20) 2014 года в 1 дивизионе провел 5 игр, набрав 7+3 очка (лучший результат среди защитников) и завоевал серебряную медаль. Юрий стал лучшим снайпером (7), самым полезным защитником (10), лучшим защитником и вошёл в символическую сборную чемпионата.